# Montagu Brownlow Parker

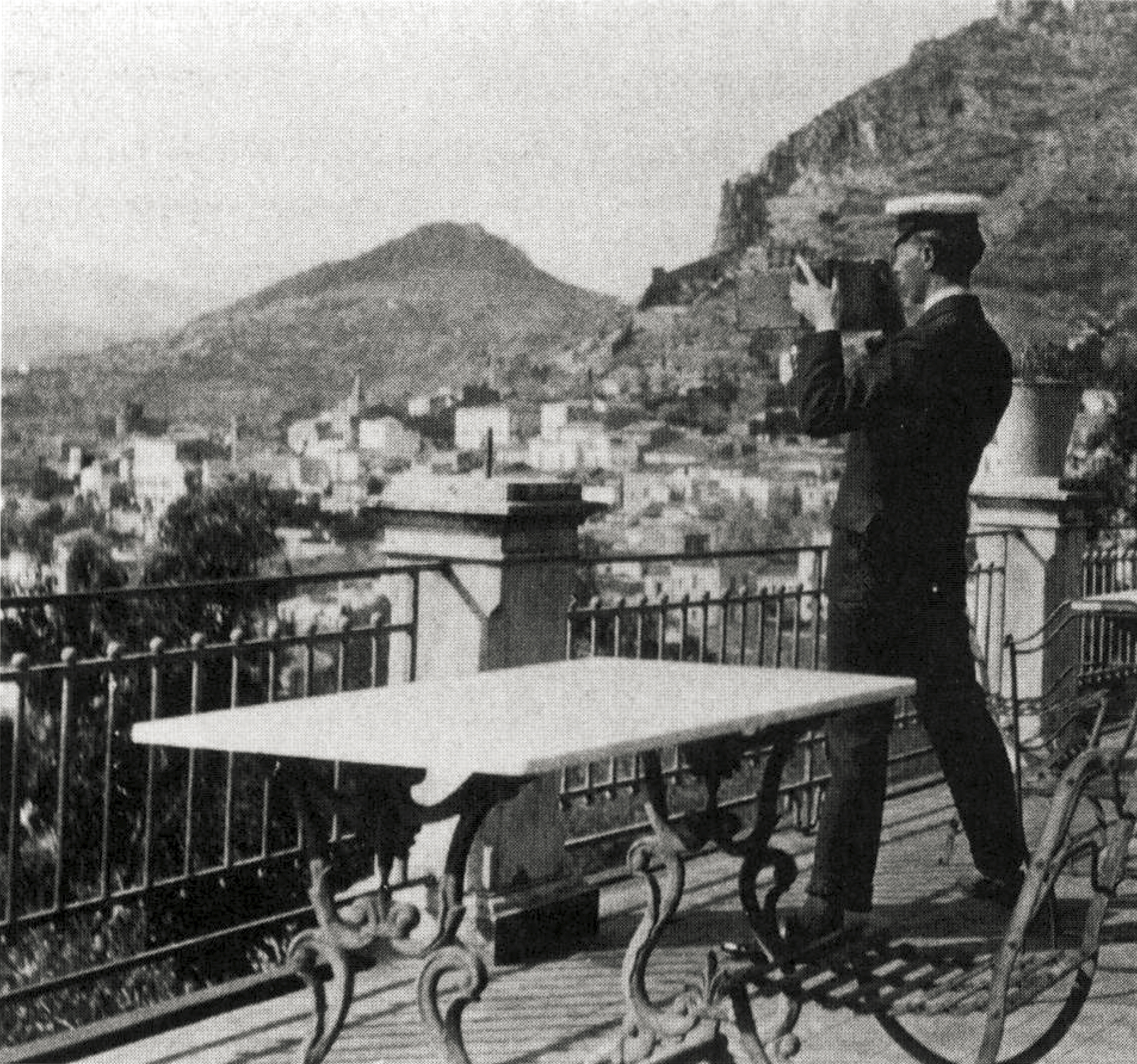
Imagen de demostración

Montagu Brownlow Parker (13 de octubre de 1878 – 28 de abril de 1962) fue un arqueólogo y aristócrata británico, quinto conde de Morley, más conocido por sus labores arqueológicas y por liderar la expedición Parker en 1909 en búsqueda del Arca de la Alianza y de otros tesoros del templo de Jerusalén.
Parker era el segundo hijo de Albert Edmund Parker, tercer conde de Morley. Estudió en Eton. Recibió una comisión de servicios del ejército británico como subteniente en la Guardia de granaderos el 20 de mayo de 1899, y ascendió a teniente el 29 de enero de 1900. Entre 1900 y 1902 sirvió en el segundo batallón de su regimiento en la Guerras de los bóeres donde resultó herido. Tras la guerra fue el ayudante de campo del general Laurence Oliphant. En 1903 fue ascendido a capitán. Luchó en la Primera Guerra Mundial, siendo condecorado con la Cruz de Guerra. En 1951, tras la muerte de su hermano mayor Edmund Robert Parker, cuarto conde de Morley, heredó el condado y otros títulos.
Lord Morley dirigió la expedición Parker, que realizó excavaciones en busca del tesoro del templo del rey Salomón entre 1909 y 1911. El arqueólogo Neil Asher Silberman describió dicha expedición como "concebida con insensatez pero realizada con astucia". Su único objetivo era encontrar y desenterrar el supuesto fantástico tesoro del templo de Salomón enterrado en el Monte del Templo.
Lord Morley falleció a la edad de 83 años en 1962, y al ser soltero su título fue heredado por su sobrino John St Aubyn Parker, sexto conde de Morley.

## Expedición Parker

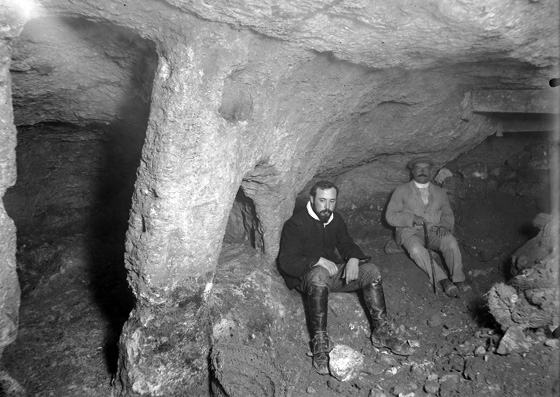
Fotografía de Valter Juvelius con un miembro anónimo de la misión Parker. (Excavando la ciudad de David: donde comenzó la historia de Jerusalén) de Ronny Reich (Israel Exploration Society, 2011),

Tras abandonar el ejército Parker conoció al agrimensor finlandés Valter Henrik Juvelius, quien afirmó que sabía, a partir de un estudio de manuscritos antiguos, el lugar donde estaban enterrados en Jerusalén los tesoros del templo construido por el rey Salomón y, especialmente, el Arca de la Alianza.
Parker se entusiasmó con la idea, recaudó mucho dinero y se fue a Jerusalén en 1909. Para evitar suspicacias en Jerusalén, la expedición se llevó a cabo en gran secreto. Parker reclutó al erudito bíblico, residente en la ciudad, el padre dominico francés Louis-Hugues Vincent, de la Escuela Bíblica y Arqueológica Francesa de Jerusalén, para documentar los restos encontrados en las excavaciones.
Al principio, el trabajo se concentró en una colina arriba y alrededor de la fuente del Gihón. Se descubrieron tumbas antiguas, una sección de una fortificación gruesa y otros elementos en un sistema de trincheras excavadas en la tierra. También se limpió el túnel de Ezequías de la arcilla que se había acumulado en él desde la antigüedad, y se sacaron a la luz otros túneles cortos. La expedición también excavó el pozo de Warren.
Los judíos de Jerusalén empezaron a sospechar de las actividades llevadas a cabo por la expedición. El barón Edmund de Rothschild, un banquero filántropo que subvencionó muchos de los primeros asentamientos judíos en la tierra de Israel, se enteró del objetivo de las excavaciones y, temiendo que el tesoro del rey Salomón fuera descubierto por gentiles, compró la parcela donde se realizaban los trabajos y encargó los trabajos al arqueólogo judío francés Raymond Weill.
Además de eso y al no encontrar los tesoros deseados en el área del manantial del Gihón, la excavación de Parker se dirigió en 1911 al Monte del Templo. Parker logró sobornar a la mayoría de los guardias musulmanes del recinto sagrado, pero aparentemente no a todos. Trabajando por las noches, uno de los guardias descubrió que no había sido incluido en el secreto y lanzó una alerta que provocó una gran conmoción entre los residentes musulmanes de Jerusalén. Parker y sus hombres lograron escapar por poco. El asunto resonó en la prensa local e internacional.
Tras amainar la tormenta, el padre Vincent publicó el informe de la excavación, en dos versiones en francés e inglés. Irónicamente, una excavación escandalosa resultó ser un informe científico muy importante. Así Vincent pudo establecer que la colina sureste de la ciudad, donde ubicó tumbas de la Edad del Bronce Antiguo, es efectivamente la única colina en toda la zona que tiene restos tan antiguos, y por lo tanto debe necesariamente identificarse con la ciudad bíblica del rey David. La limpieza del túnel de Ezequías y, en consecuencia, su medición precisa por Vincent fue la documentación más precisa utilizada en la investigación arqueológica hasta el día.